# Zúbra (szczyt)
Zúbra (1192 m) – szczyt w Niżnych Tatrach na Słowacji. Wznosi się w ich wschodniej części, w tzw. Kráľovohoľskich Tatrach, w bocznym grzbiecie oddzielającym dolinę Štiavnička od doliny Hronu.
Zúbra wznosi się po południowej stronie wsi Jarabá. Jest zwornikiem dla 3 grzbietów:
- północno-wschodni, w połowie długości zakręcający na południowy wschód. Łączy Zúbrę ze szczytem Čučoriedková (1316 m) i oddziela dolinę Jasienok od doliny  Zúbra;
- południowo-zachodni, niżej zakręcający na południe. Tworzy prawe zbocza doliny Vagnár;
- południowy biegnący do szczytu  Priehybka. Oddziela górne części dolin Zúbra i Vagnár[2].

Znajduje się w otulinie Parku Narodowego Niżne Tatry i jest całkowicie porośnięty lasem. Zachodnie i północne zbocza Zúbry trawersuje droga leśna, którą poprowadzono szlak rowerowy nr 5577 (Okolo Beňušky).